# هونجي هيكا
هونجي هيكا (ق. 1772 مارس 1828) كان زعيمًا نيوزيلنديًّا ماوريًّا وقائد حربٍ. كان شخصيةً محوريَّةً في السنوات الأولى من الاستعمار الأوروبي في نيوزيلندا. استخدم الأسلحة الأوروبية لِاجتِياحِ جُزءٍ كبيرٍ من شمال نيوزيلندا في حروب المسكيت أوائل القرن التاسع عشر؛ بِصفته واحدًا من أوائل قادة الماوري الذين فهموا مزايا المسكيت الأوروبية في الحرب. مع ذلك لم يكن معروفًا فقط ببراعته العسكرية؛ دَعَمَ هيكا مستوطنة (Pākehā) الأوروبية، وأقام علاقات مُتبادلة المنفعة مع المُبشِّرين النيوزيلنديين الأوائل، وأدخلَ الزِّراعة الغربية إلى الماوري وساعد في وضع اللغة الماورية في الكتابة. سافر إلى إنجلترا والتقى بالملك جورج الرابع. كانت حملاته العسكرية، مع حروب المسكيت الأخرى، من أهم الدوافع لضم بريطانيا لنيوزيلندا وما تلاها من معاهدة وايتانجي مع (Ngāpuhi) والعديد من قبائل الإيوي.